# Przemysł van Inowrocław
Przemysł van Inowrocław (circa 1278 - tussen november 1338 en 16 februari 1339) was van 1287 tot 1314 en van 1320/1324 tot 1327 hertog van Inowrocław, van 1314 tot aan zijn dood hertog van Bydgoszcz en Wyszogród en van 1327 tot aan zijn dood hertog van Sieradz. Hij behoorde tot de Koejavische tak van het huis Piasten.

## Levensloop
Przemysł was de tweede zoon van hertog Ziemomysł van Inowrocław en diens echtgenote Salomea, dochter van hertog Sambor II van Pommeren.
Na de dood van zijn vader in 1287 erfde Przemysł samen met zijn oudere broer Leszek en zijn jongere broer Casimir III diens domeinen. Wegens hun minderjarigheid werden ze tot in 1294 onder het regentschap geplaatst van hun moeder en hun oom Wladislaus de Korte. Dat jaar werd de oudste broer Leszek volwassen verklaard en nam die de regering en het regentschap van zijn jongere broers over. Przemysł zelf werd rond 1296 volwassen verklaard en regeerde vanaf dan samen met zijn broers. In 1300 werden de broers gedwongen om koning Wenceslaus II van Bohemen, die ook koning van Polen was, te huldigen als leenheer van hun gebied.
Tussen 1303 en 1312 was Przemysł de belangrijkste heerser van Inowrocław, toen zijn oudste broer Leszek zich in Boheemse gevangenschap bevond. In 1303 ondersteunde hij de revolte tegen zijn oom, hertog Ziemovit van Dobrzyń, waarna hij twee jaar lang, tot in 1305, de directe soevereiniteit had over dit hertogdom.
Nadat zijn oom Wladislaus de Korte in 1306 koning van Polen was geworden, huldigde Przemysł hem. Als dank hiervoor werd hij benoemd tot gouverneur van de Pommerellen, waarbij hij als residentie Świecie toegewezen kreeg. In dezelfde periode probeerde hij het land van Michałow te veroveren, dat in handen was van de Duitse Orde. In 1309 werd Przemysł gedwongen zijn functie van gouverneur op te geven, nadat de Duitse Orde zijn domeinen in de Pommerellen veroverd had. 
Daarna verzeilde Przemysł samen met zijn broer Casimir III in een financieel conflict met bisschop Gerward van Włocławek. In december 1310 plunderden beide broers het district Raciąż, dat tot het bisdom behoorde, en als reactie werden ze op 2 januari 1311 door de bisschop geëxcommuniceerd. Przemysł en Casimir III namen dan weer wraak door zowel de bisschop als diens broer Stanislaus, proost van Włocławek, gevangen te nemen. Op 22 november 1311 sloten beide partijen uiteindelijk een akkoord: Gerward en Stanislaus werden vrijgelaten en de excommunicatie van Przemysł en Casimir III werd opgeheven.
In 1314 verdeelden Przemysł en zijn twee broers hun vaderlijke erfenis. Als middelste broer kreeg Przemysł het noordelijke deel van Inowrocław, met als belangrijkste districten Bydgoszcz en Wyszogród. Tussen 1320 en 1324 trad zijn oudere broer Leszek onverwacht af als hertog van Inowrocław en volgde Przemysł hem op. In 1325 voerde hij in het district Solec Kujawski het Maagdenburgs recht in.
Samen met zijn broer Casimir behield hij zijn alliantie met Wladislaus de Korte. Omdat Polen in die tijd bijna voortdurend in oorlog was met de Duitse Orde en om een open oorlogsvoering mogelijk te maken, ging Przemysł tussen 28 mei 1337 en 14 oktober 1338 akkoord om zijn hertogdom Inowrocław in te ruilen voor het district Sieradz. Przemysł probeerde als hertog van Sieradz te bemiddelen tussen Polen en de Duitse Orde, maar moest toezien dat zijn domeinen door de Teutoonse ridders geplunderd werden.
Przemysł overleed tussen november 1338 en februari 1339. Hij was ongehuwd en kinderloos gebleven en het is niet bekend waar hij begraven werd.